# 芦北町立海路小学校上原分校
芦北町立海路小学校上原分校（あしきたちょうりつ かいじしょうがっこううわばるぶんこう）は、熊本県葦北郡芦北町にある芦北町立海路小学校の分校。

## 沿革
- 1880年（明治13年） - 大岩小学校上原分教場創立。
- 1881年（明治14年） - 吉尾小学校上原出張所と改称。
- 1889年（明治22年） - 海路分室と合して吉尾尋常小学校海路支校となる。
- 1913年（大正2年）- 海路尋常小学校上原分教場開校。
- 1941年（昭和16年） - 海路国民学校上原分教場と改称。
- 1947年（昭和22年） - 吉尾村立海路小学校上原分校と改称。
- 1955年（昭和30年） - 葦北町立海路小学校上原分校と改称。
- 1970年（昭和45年） - 芦北町立海路小学校上原分校と改称
- 1991年（平成3年）3月 - 休校。